# Duplica
Koordinati:   46°12′05″N, 14°35′45″E
Duplica, naselje in krajevna skupnost na desnem bregu Kamniške Bistrice v občini Kamnik.
Nekdanja vas na obrobju Kamniškoobbistriškega polja je že pred drugo svetovno vojno zrasla v pomembno industrijsko naselje okoli Tovarne pohištva Remec kasnejše tovarne pohištva Stol.
Začetki industrijalizacije segajo v čas pred prvo svetovno vojno. Ob tovarni lepenke in manjši hidroelektrarni Habat-Sales postavljenima 1904, je Ivan Bahovec 1910 postavil žago na vodni pogon in parketarno, ki je izdelovala stole in furnir. Iz tega se je 1921 razvila tovarna upognjenega pohištva Remec&CO, leta 1945 pa so nacionalizirano tovarno preimenovali v tovarno Stol.

## Zgodovina
Duplica je staro naselje, a se v ohranjenih arhivskih listinah prvič omenja šele leta 1415.  Takrat je vojvoda Ernest Železni podelil Juriju Gušstanjskemu, deželnemu upravitelju na Kranjskem, razne fevde, proste po smrti »Peterleina« iz Kamnika, med njimi tudi kmetiji v Duplici (Dewplicz), na katerih sta bila Lovre in Petric. V začetku 15. stoletja
so tu imeli sedeže razni manjši vitezi ali morda oboroženi hlapci fevdalcev; eden je bil Jakob iz Duplice, ki je leta 1421 dobil od deželnega kneza v fevd tretjino dvora v Plekerju na Bistrici pred mestom Kamnikom, drugo tretjino pa je dobil v fevd Martin iz Duplice z ženo Dorotejo. 

## NOB
Dupliška partizanska skupina je 27. julija 1941 izvedla več akcij. Radomeljska četa je 3. septembra 1941 požgala tovarno Remec & CO in jo za dalj časa onesposobila. Več sabotažnih akcij je na Duplici izvedla tudi Šlandrova brigada. V letih 1942 in 1943 je na Duplici delovala »partizanska tehnika«, kakor so imenovali tiskarne.

## Izvor krajevnega imena
Krajevno ime je verjetno izpeljano iz besede dupl'ь, ki se je v slovenskem rednem jezikovnem razvoju razvilo v dúpelj v pomenu votel ali iz s tem sorodnega občnega imena duplь ali dupl'á, dúplja v pomenu zijavki podobna votlina. Duplica je torej krajkjer so duplje, to je verjetno zemeljske udrtine, doli ali jame. V starih listinah se kraj omenja leta 1415 Dewplicz, 1496 Dupplicz in leta 1601 Duplize. 